# Ugilt Sogn
Ugilt Sogn er et sogn i Vendsyssel. Indtil Kommunalreformen i 1970 lå det i Vennebjerg Herred (Hjørring Amt). 
I Ugilt Sogn findes flg. autoriserede stednavne:
- Ajstrup (bebyggelse)
- Amdal (bebyggelse)
- Astedbro (bebyggelse)
- Boller Mark (bebyggelse)
- Burskov (bebyggelse)
- Børglumkloster Skov (areal)
- Bålhøj (areal)
- Degnbjerg (areal)
- Drastrup (bebyggelse)
- Fårbjerg (bebyggelse)
- Glimsholt (bebyggelse)
- Heden (bebyggelse)
- Horsevad (bebyggelse)
- Højbjerg (bebyggelse)
- Ilbjerge (areal, bebyggelse)
- Kraghede (bebyggelse)
- Kragvad (bebyggelse, ejerlav)
- Krathuse (bebyggelse)
- Kringelborn (bebyggelse)
- Lilleheden (bebyggelse)
- Linderum (bebyggelse)
- Lørslev (bebyggelse)
- Lørslev Vesterhede (bebyggelse)
- Lørslev Østerhede (bebyggelse)
- Mølgårdsmark (bebyggelse)
- Neder Hejselt (bebyggelse)
- Over Hejselt (bebyggelse)
- Rountved (bebyggelse)
- Rughaven (bebyggelse)
- Sigtenborg (bebyggelse)
- Skærshede (bebyggelse)
- Spangerhede Mark (bebyggelse)
- Søndermark (bebyggelse)
- Tange (bebyggelse)
- Tange Fælled (bebyggelse)
- Ugilt (bebyggelse)
- Vormstrup (bebyggelse)
- Åsholm (bebyggelse)